# XV SS Cuerpo de Caballería Cosaco
El XV Cuerpo de Caballería Cosaco de las SS (en alemán: 15ª SS-Kosaken-Kavallerie-Korps) fue un cuerpo de caballería de las Fuerzas Armadas de la Alemania nazi compuesto por voluntarios de la etnia Cosaca, durante la Segunda Guerra Mundial. Su Atamán (Comandante) fue el destacado veterano alemán Helmuth von Pannwitz.

## Antecedentes
En octubre de 1942, los alemanes establecieron en Kuban un Distrito cosaco semiautónomo y ahora estaban en posición de reclutar cosacos de estas áreas, los campos de prisioneros de guerra y los desertores del Ejército Rojo. De estos últimos, el más significativo fue la deserción de todo un regimiento del Ejército Rojo (Regimiento de Infantería 436) que había desertado a los alemanes en agosto de 1941. Su comandante, el mayor Ivan Kononov, era un Cosaco del Don. Luego pasó a servir bajo los alemanes. 

## Creación
En el verano de 1944, Heinrich Himmler y las Waffen-SS se interesaron en obtener el control de la 1ª División cosaca bajo Helmuth von Pannwitz. En julio de 1944, Himmler discutió la organización de una unidad de combate de cosacos en la región de Bialystok y solicitó a Hitler que la División de cosacos fuera colocada en la estructura organizativa de las SS. El 26 de agosto de 1944 se reunió con Pannwitz y su Jefe de Estado Mayor. Himmler planeó reunir todas las unidades de cosacos para formar una segunda división de cosacos y propuso la transferencia de la primera división de cosacos a las SS. Todas las unidades debían colocarse bajo el mando de von Pannwitz. Pannwitz acordó colocar su división bajo la administración de las SS. Tanto el cuadro alemán como las tropas cosacas retendrían sus uniformes tradicionales y su rango Wehrmacht o cosaco. Pannwitz esperaba elevar la baja moral de su unidad y recibir más suministros y mejores equipos.
En noviembre de 1944, la primera división cosaca fue tomada por las Waffen-SS. El SS Führungshauptamt reorganizó la división y usó más unidades de combate cosacos del ejército y la Ordnungspolizei para formar una 2ª División cosaca. Ambas divisiones se pusieron bajo el mando del XV Cuerpo de Caballería Cosaca de las SS el 1 de febrero de 1945. Con la transferencia del Volunteer Cossack-Stamm-Regiment 5 de la Freiwilligen-Stamm-Division el mismo día en que las unidades cosacas tomaron el control de las unidades cosacas, la Waffen-SS estaba completa. Según Samuel J. Newland, el Cuerpo, compuesto por la 1ª y 2ª Brigadas de Caballería y la 1ª y 2ª División, se formó en realidad el 25 de febrero de 1945, cuando fue creado oficialmente por el Alto Mando. El Cuerpo estuvo inicialmente subordinado al Grupo de Ejércitos F en Croacia, y desde marzo de 1945 al Grupo de Ejércitos E en Croacia.

## Composición
- 1ª División cosaca
  - 1° Regimiento de cosacos del Don
  - 2° Regimiento cosaco siberiano
  - 4° Regimiento cosaco de Kouban
  - 1° Regimiento de cosacos de artillería
- 2ª División cosaca
  - 3° Regimiento cosaco de Kouban
- 5º Regimiento de cosacos de Don
  - 6° Regimiento cosaco de Terek
  - 2° Regimiento de artillería cosaco
- Brigada de infantería
  - 7° Regimiento de Infantería
  - 8º Regimiento de Infantería
  - Batallón de reconocimiento
- Batallón de Comunicaciones
- Batallón Especial de Reconocimiento
- Batallón de Ingenieros

## Acciones y disolución
El Cuerpo apoyó la ofensiva alemana del Lago Balatón en Hungría lanzando una ofensiva contra una cabeza de puente soviética en Volpovo en Drava. Durante abril, el Cuerpo participó en acciones menores y luego comenzó a retirarse de Yugoslavia el 3 de mayo de 1945. Los oficiales superiores habían concluido que el Cuerpo debería luchar para regresar a Austria para ser capturado por los británicos. Según una fuente, Pannwitz sintió que Occidente tendría un gran uso para el Cuerpo como una formación militar militar antibolchevique. La 2.ª División cubrió la retirada de la 1.ª División contra las fuerzas partisanas. No afectado por la rendición alemana el 8 de mayo y las demandas partidarias de rendir las unidades cosacas continuaron luchando en su camino hacia la zona británica. El 10 de mayo, Pannwitz se entregó a los británicos, mientras que los últimos elementos de la División llegaron a la zona británica el 13 de mayo de 1945.

## Otras lecturas
- François de Lannoy: Les Cosaques de Pannwitz: 1942-1945 . Bayeux: Heimdal, 2000.
- Samuel J. Newland: cosacos en el ejército alemán. USArmy War College, Frank Cass and Co. Ltd 1991,